# Oscar Bernhard

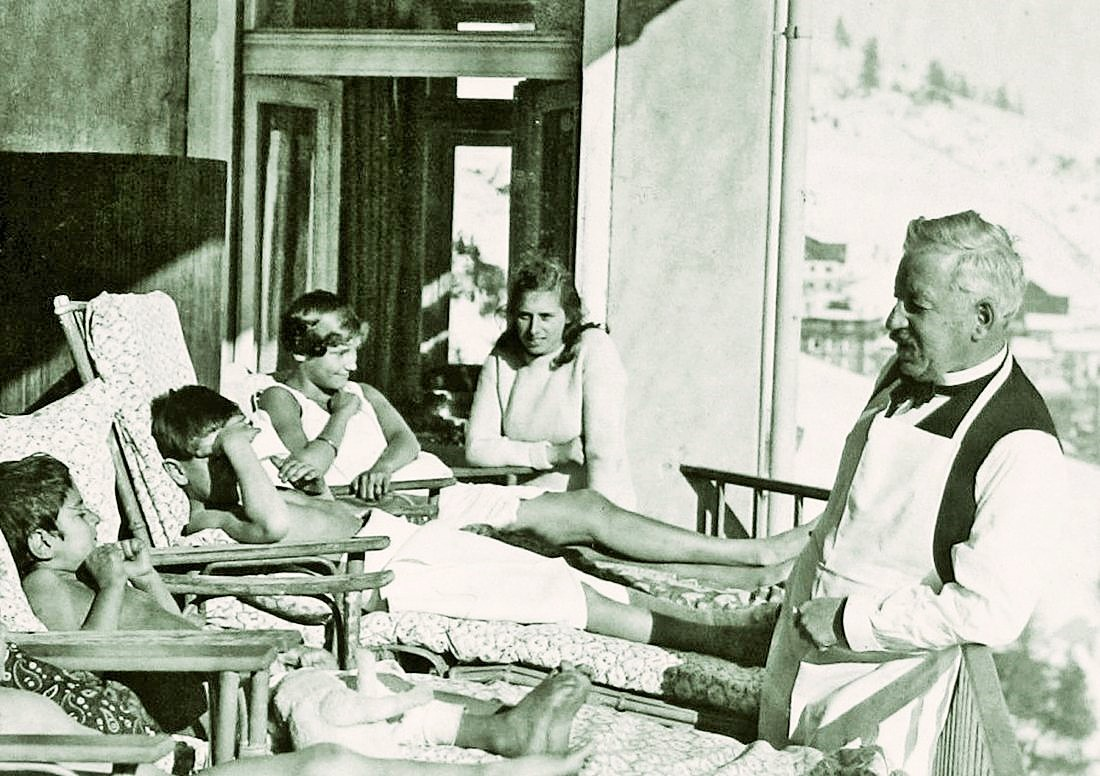
Bernhard mit Kinderpatienten

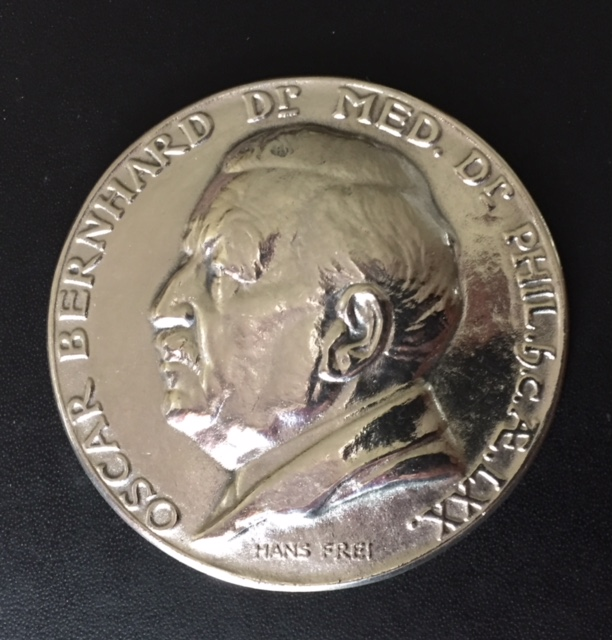
Medaille aus Anlass des 70. Geburtstags

Oscar Bernhard – in manchen Quellen Oskar geschrieben – (* 24. Mai 1861 in Samedan; † 14. November 1939 in St. Moritz; heimatberechtigt in Chur) war ein Schweizer Arzt und Mitbegründer der Heliotherapie.

## Leben
Nach Abschluss des Gymnasiums in Chur (Nicolaischule) mit der Matura (Abitur) begann Oscar Bernhard 1880 sein Medizinstudium in Zürich, das er in Bern und Heidelberg fortsetzte. Noch vor dem Staatsexamen wurde er Assistent in Anatomie, Physiologie und Chirurgie bei Emil Theodor Kocher, Ordinarius für Chirurgie in Bern. 1886 eröffnete er eine eigene Praxis in Samedan im Oberengadin. 1893 heiratete er Elisabetha (Lili) Imhoof, von Winterthur (Tochter von Friedrich Imhoof-Blumer) und wurde Mitbegründer des Kreisspitals Samedan, das er 1895 bis 1907 leitete. 1899 eröffnete er eine eigene Privatklinik in St. Moritz, wo er sich insbesondere mit der Heliotherapie (Sonnenlichtbehandlung) bei Gelenk- und Knochentuberkulose befasste. Er beschleunigte Wundheilungsprozesse und behandelte Tuberkulosen, indem er seine Patienten dem Sonnenlicht aussetzte. Auf die Idee gebracht hatte ihn das Bündnerfleisch, das die Bauern mit Hilfe der antiseptischen und eintrocknenden Wirkung der Bergluft herstellen. 1912 erschien sein Hauptwerk über die Heliotherapie.

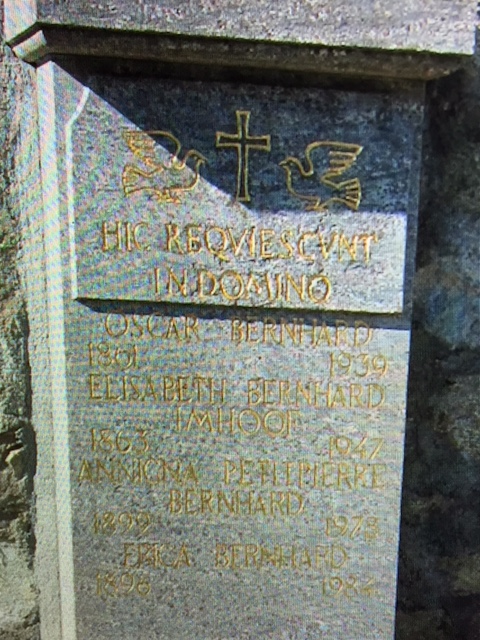
Familiengrab in St. Moritz

Nachdem er mit 18 Jahren sein Bergführerpatent erworben hatte, war Oscar Bernhard zeitlebens ein begeisterter Berggänger und Jäger. Von 1894 bis 1904 war er Präsident der Sektion Bernina des Schweizer Alpen-Club (SAC). Bernhard setzte sich als einer der Ersten für die damals noch fehlende Bergrettung ein und organisierte im Winter 1891 in Samedan einen mehrtägigen Samariterkurs für Bergführer, SAC-Klubmitglieder und andere Interessierte über «Erste Hilfeleistungen bei Verletzungen und plötzlichen Krankheitserscheinungen im Gebirge». Weite Verbreitung fand ein 1896 erstmals veröffentlichtes und in mehrere Sprachen übersetztes Büchlein mit dem Titel «Samariterdienst. Mit besonderer Berücksichtigung der Verhältnisse im Hochgebirge». 1901 begann der SAC ein clubinternes Rettungswesen aufzubauen.

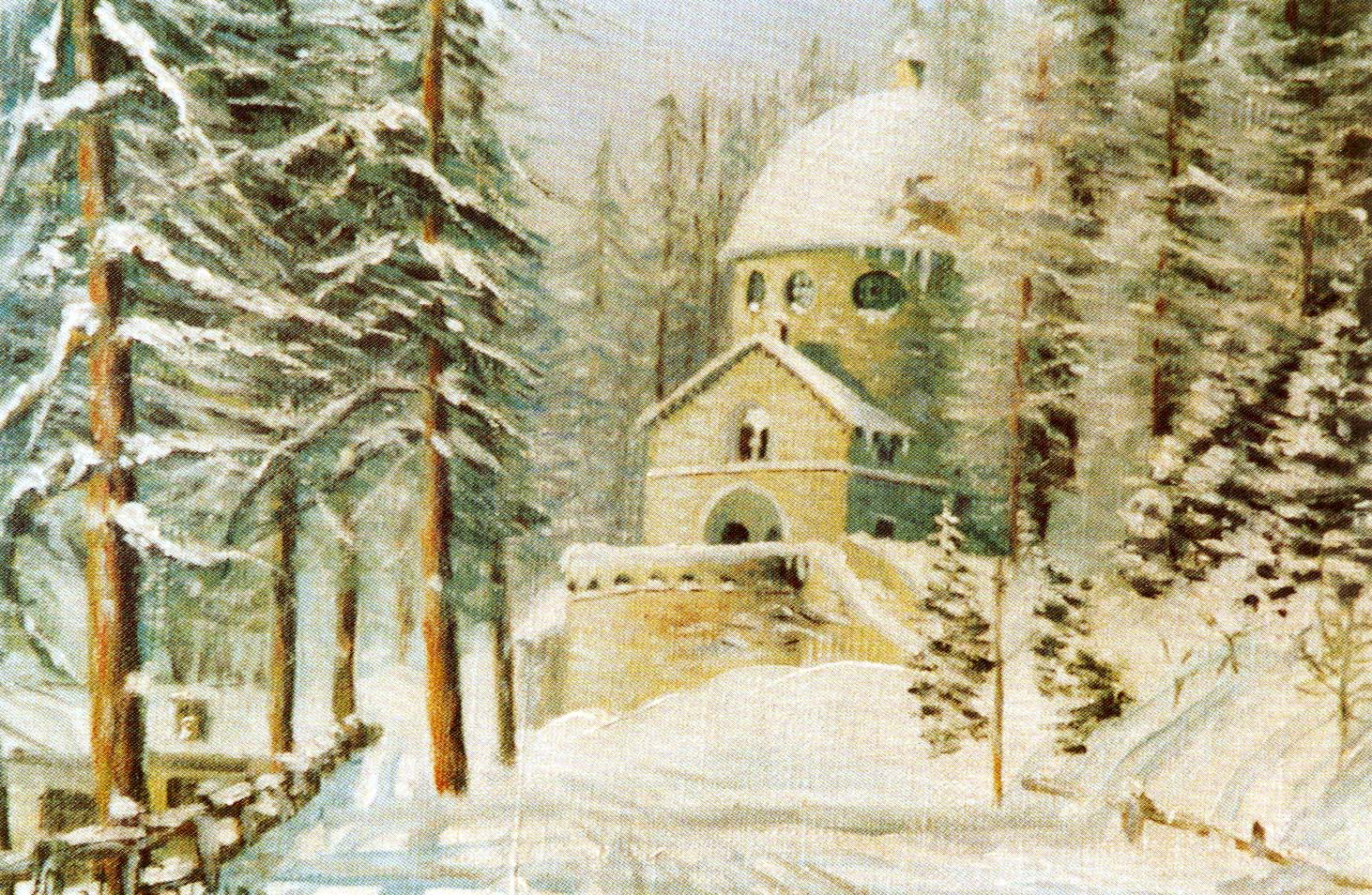
Segantini Museum um 1910, Gemälde von U. dal Fabbro

Oscar Bernhard verband eine enge Freundschaft mit dem Maler Giovanni Segantini, die auf das Jahr 1894 zurückging, als Segantini von Savognin nach Maloja umzog. Er war auch Mäzen und Arzt von Segantini und betreute diesen, als er wegen einer perforierten Blinddarmentzündung am 28. September 1899 auf dem Schafberg verstarb. Bernhard war 1908 Mitbegründer des Segantini Museums in St. Moritz.
Das Interesse von Oscar Bernhard für die Numismatik ging darauf zurück, dass er von seinem Schwiegervater Friedrich Imhoof-Blumer eine Sammlung griechischer und römischer Münzen geerbt hatte, die 1951 ans Münzkabinett Winterthur überging. Er veröffentlichte unter anderem ein Buch über «Griechische und römische Münzbilder in ihren Beziehungen zur Geschichte der Medizin» und eine Untersuchung «Über Tiere Afrikas auf griechischen und römischen Münzen».

## Nachkommen
- Friedrich Oscar (* 1. August 1908; † 19. Januar 1986)

## Porträt
- 1911 Bronzegussmedaille von Benno Elkan Vorderseite: DOCTOR MED OSCAR BERNHARD ST MORITZ  MDCCCCXI - Brustbild nach links. Rückseite: EX SOLE SALUS - Liegender Männerakt zu großer Sonne gewandt. Literatur: Menzel-Severing no. 182

## Auszeichnungen
Oscar Bernhard erhielt zahlreiche Ehrungen, darunter den Dr. honoris causa der Universitäten von Frankfurt a. M. (1928) und Bern (1921), die Mitgliedschaft bei der französischen Ehrenlegion („Ordre National de la Légion d’honneur“) und beim italienischen „Ordine della corona d’Italia“. 1921 wurde er Ehrenbürger von St. Moritz. Im Jahr 1933 wurde er zum Mitglied der Gelehrtenakademie Leopoldina gewählt.

## Schriften
- Samariterdienst. Mit besonderer Berücksichtigung der Verhältnisse im Hochgebirge, Verlag Simon Tanner, Samedan 1896
- Heliotherapie im Hochgebirge mit besonderer Berücksichtigung der Behandlung der chirurgischen Tuberkulose, Verlag Ferdinand Enke, Stuttgart 1912
- Sonnenlichtbehandlung in der Chirurgie, Verlag Ferdinand Enke, Stuttgart 1917
- Griechische und römische Münzbilder in ihren Beziehungen zur Geschichte der Medizin, Orell Füssli Verlag, Zürich 1926
- Über Tiere Afrikas auf griechischen und römischen Münzen, in Schweizerische Numismatische Rundschau, Bern 1930